# 사후예언
사후예언(事後豫言, 라틴어: Vaticinium ex eventu)은 이미 일어난 사건을 예언의 양식으로 작성하는 것을 말한다. 이러한 예언은 실제로는 사건 이후에 쓰였지만, 마치 사건 이전에 이미 예언되었던 것처럼 보이도록 구성된다. 이는 흔히 사후 확증편향의 일종으로 말하기도 한다. 성서학에서는 기독교의 구약성경 및 신약성경의 여러 예언을 사후예언으로 해석한다

## 사례

### 종교 문헌
바빌로니아의 '마르두크 예언'이 대표적이다. 이 문헌은 바빌론의 마르두크 신상이 겪은 일을 적고 있는데, 기원전 1531년 히타이트의 무르실리 1세에 의한 약탈, 기원전 1225년 아시리아의 투쿨티-닌우르타 1세가 카쉬틸리아시 4세를 폐위하고 신상을 아수르로 가져간 사건, 그리고 기원전 1160년경 쿠두르-나훈테가 바빌론을 약탈하고 신상을 탈취한 사건 등을 “예언”하는 형태로 구성되어 있다. 해당 문헌의 한 사본은 아수르의 ‘퇴마사의 집’에서 발견되었으며, 작성된 해는 기원전 713년에서 612년 사이로 추정된다. 이 문헌은 또 다른 사후 예언 문헌인 「슐기 예언」과 주제적으로 밀접한 관련이 있으며, 이 둘은 하나의 점토판 연작으로 이어졌을 가능성이 있다. 두 문헌 모두 아시리아에 우호적인 관점을 보여준다.
구약성경의 다니엘서는 알렉산드로스 대왕의 정복부터 기원전 164년 여름 안티오코스 4세 에피파네스의 박해에 이르기까지의 사건을 예언한 것으로 해석된다. 그러나 이전의 역사적 정황은 비교적 부정확하게 서술된 점, 기원전 2세기 이후의 예언은 정확도가 낮다는 점에서 사후 예언의 전형적인 사례로 간주된다. 전반부에 나오는 이야기들은 전설적인 기원을 지니며, 후반부의 환상들은 마카베오 시대(기원전 2세기)에 활동한 익명의 저자들이 기록한 것으로 여겨진다. 이 책이 예언서(네비임) 대신 성문서(케투빔)에 포함된 이유는, 해당 시점에는 예언서 정경이 이미 확정되었기 때문으로 보인다. 유대교 및 학계의 지배적인 견해에 따르면, 다니엘서는 예언서가 아니라 묵시문학으로 분류된다.
신약성경의 복음서에서 예수의 말로 전해지는 예루살렘 및 성전 파괴 예고, 예를 들어 마가복음 13장 14절과 누가복음 21장 20절 등은, 대다수 성서학자들에 의해 사후 예언의 사례로 간주된다. 이는 서기 70년 예루살렘 공방전 및 제2성전 파괴 사건과 관련된다. 다만, 일부 학자들은 누가복음만이 사후 예언에 해당하며 마가복음은 해당되지 않는다고 보며, 소수 학자들은 누가복음조차 성전 파괴를 언급한 것이 아니라고 주장하기도 한다.

### 세속 문헌
고대 세계에서는 핀다로스, 헤로도토스, 호라티우스, 베르길리우스 등 다양한 인물들이 사후예언 기법을 활용하였다. 단테 알리기에리의 『신곡』 역시 저자 자신의 피렌체 추방을 예언하는 형태의 구절들을 포함하고 있다.
토르콰토 타소의 『해방된 예루살렘』에서는 사후예언적 표현을 통해 크리스토퍼 콜럼버스의 신대륙 발견을 암시하는 장면이 나타난다.
버지니아 울프가 생애 말기에 남긴 편지에서 "이 야만적이고 중세적인 물을 얼마나 사랑하는지 [...] 그리고 나 자신이 얼마나 사라진 존재인지"라는 언급은, 그녀가 몇 달 후 물에 빠져 자살한 사실을 고려할 때 사후예언적 문맥에서 해석되기도 한다. 그러나 이러한 해석은 오히려 사후 확증편향으로 해석할 수 있는 위험성을 드러낸 예로도 간주된다.

## 참고문헌
- Vaticinium ex eventu (or post eventum) Dictionary of the Bible
- Collins, John J. (2002). 〈Current Issues in the Study of Daniel〉.   Collins, John J.; Flint, Peter W.; VanEpps, Cameron. 《The Book of Daniel: Composition and Reception》. BRILL. ISBN 978-9004116757.